# Undaria pinnatifida
Undaria pinnatifida es una especie de alga parda. En Japón es un alga comestible conocida como Wakame (ワカメ wakame?), y es utilizada en la elaboración de la sopa de miso. En diferentes lugares del mundo es una especie invasora, y fue incluida en la lista 100 de las especies exóticas invasoras más dañinas del mundo de la Unión Internacional para la Conservación de la Naturaleza.

## Uso cultural

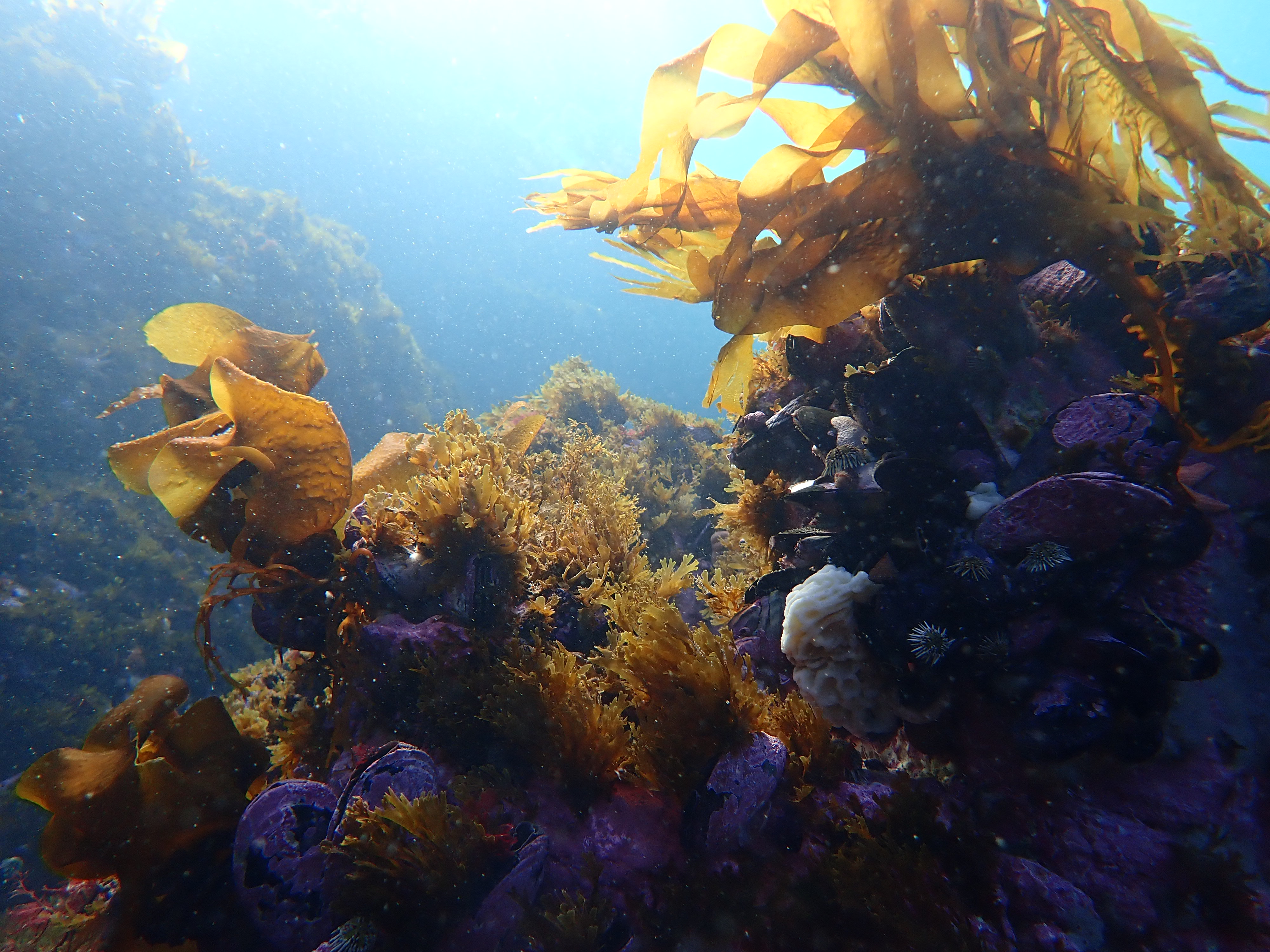
Alga undaria en la costa del Golfo San Matias

### En la salud
La medicina china tradicional la utiliza como purificador de la sangre, para la mejora de calidad de pelo, piel, órganos reproductores y regularidad menstrual.

### Como alimento

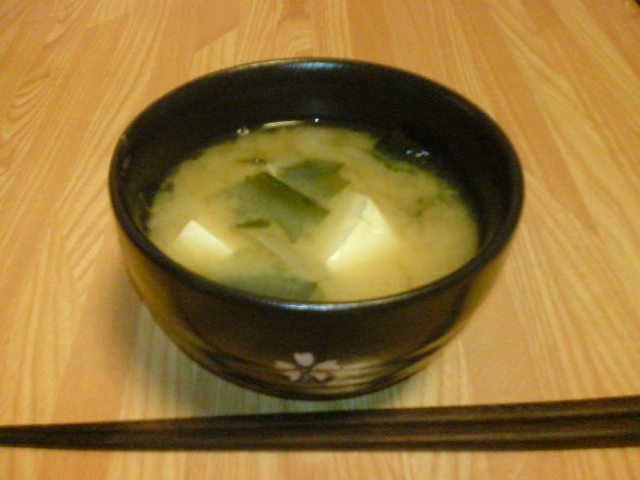
sopa de miso con tofu, wakame y cebolleta.

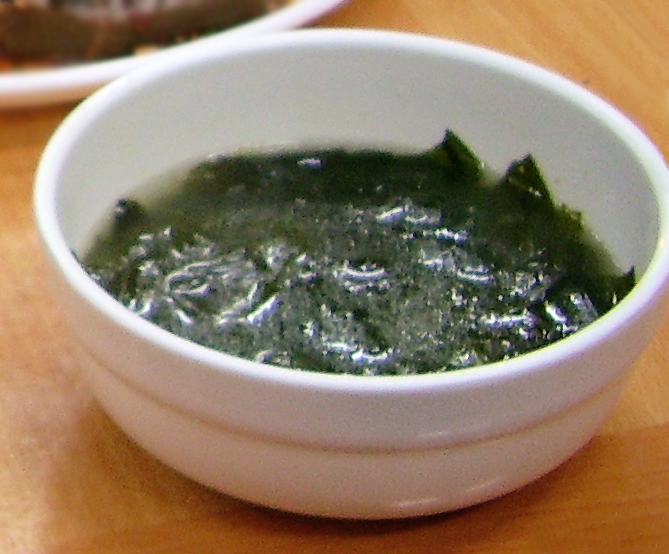
Miyeok guk, sopa coreana de wakame.

En Japón y Corea se ha venido cultivando durante siglos y aún hoy son los mayores productores y consumidores. Desde 1985 se cultiva también en Francia, en la región de Bretaña. También crece de forma natural en Tasmania, Australia, para su uso en restaurantes de Sídney.

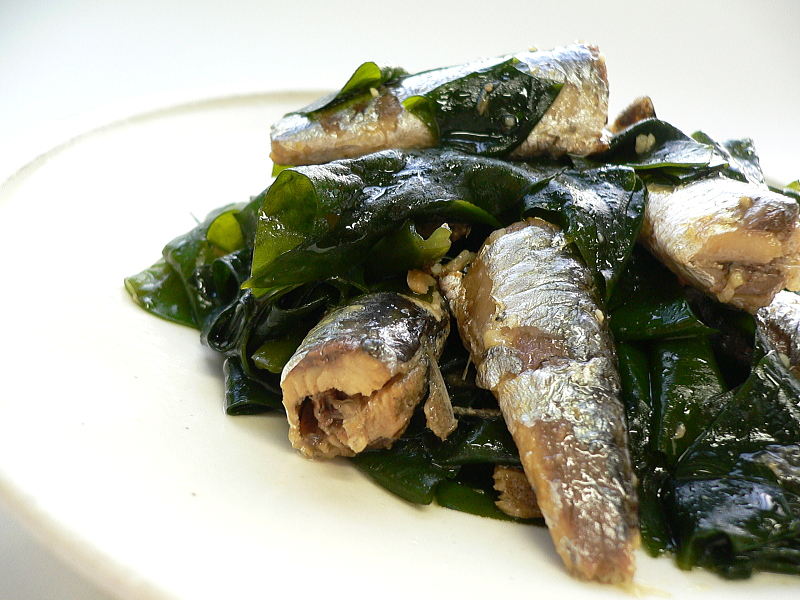
Plato japonés de wakame con sardinas.

Las hojas de wakame son verdes y tienen un sabor dulce y textura característica. Las hojas deben cortarse en trozos pequeños ya que se expanden durante su cocción.
En Japón y Europa se distribuye tanto deshidratado como salado, y se utiliza en sopas y ensaladas (Sopa de miso, ensalada de tofu) o simplemente como guarnición del tofu o en ensalada con pepino. Estos platos suelen acompañarse de salsa de soja y vinagre de arroz.
- En China, se conoce como qundaicai (裙带菜).[4] La producción de China se concentra alrededor de Dalian.
- En Corea, se la llama miyeok (미역)[4] y se usa en sopas y ensaladas.
- En Francia se conoce como fougère des mers.

## Como especie invasora
Debido a su potencial colonizador y constituir una amenaza grave para las especies autóctonas, los hábitats o los ecosistemas, esta especie es considerada como una especie invasora. 
Ha sido incluida en el Catálogo Español de Especies exóticas Invasoras, aprobado por Real Decreto 630/2013, de 2 de agosto. 
Representa un problema y una amenaza en los ecosistemas marinos costeros de la Patagonia, adonde ha sido introducida en el año 1992 en Puerto Madryn. Su presencia fue detectada en localidades distantes dentro del Golfo San Matías, e incluso en la ciudad de Mar del Plata.En los sitios invadidos forma bosques densos desde el inicio del sector submareal hasta 15 metros de profundidad, adonde desplaza a las especies nativas, atrae a invertebrados no usuales en esos hábitats, y reduce la disponibilidad de refugios para los peces de arrecife, reduciendo su frecuencia y diversidad.